# Louise Élisabeth af Orléans
Louise Élisabeth af Orléans (spansk: Luisa Isabel de Orleans) (9. december 1709 – 16. juni 1742) var en fransk prinsesse, der var dronning af Spanien fra januar til august 1742 som ægtefælle til kong Ludvig 1. af Spanien..
Hun var datter af hertug Filip 2. af Orléans og Françoise Marie de Bourbon. Hun blev gift med den spanske tronfølger Ludvig i 1721. Ludvig var den ældste søn af Filip 5. af Spanien. Da denne abdicerede den 15. januar 1724 blev Ludvig konge, men han døde syv måneder senere af kopper.